# Volksgruppenbüro
Das Volksgruppenbüro ist eine Servicestelle der Kärntner Landesregierung für die Belange der Kärntner Slowenen. Es wurde 1990 gegründet, um der slowenischen Volksgruppe einen besseren Zugang zur Landesverwaltung zu geben. Organisiert ist es als Unterabteilung im Referat des Landeshauptmannes. Seine Aufgaben liegen hauptsächlich in der administrativen Arbeit im Hinblick auf die Belange der Volksgruppe bzw. slowenischsprachiger Bürger, der Öffentlichkeitsarbeit des Landes in Volksgruppenfragen und im Übersetzungsdienst.

## Belege
1. 1 2 3  Volksgruppenbüro des Landes Kärnten. In: volksgruppenbuero.at. Abgerufen am 1. Oktober 2015.
2. ↑  Volksgruppenbüro des Landes Kärnten. In: volksgruppenbuero.at. Abgerufen am 1. Oktober 2015.